# Ally Dawson (football)
Ne pas confondre avec Ally Dawson, personnage de la série Austin et Ally.
Pour les articles homonymes, voir Dawson.
Alistair John Dawson, couramment appelé Ally Dawson, est un footballeur puis entraîneur écossais, né le 25 février 1958 à Johnstone, Écosse et mort le 26 juillet 2021. Évoluant au poste de défenseur central puis arrière gauche, il est principalement connu pour ses saisons aux Rangers et dans une moindre mesure aux Blackburn Rovers ainsi que pour avoir été international écossais. Reconverti comme entraîneur, il dirige notamment Hamilton Academical.
Depuis 2011, il est membre du Hall of Fame des Rangers.

## Biographie

### Carrière de joueur
Recruté à 16 ans par Jock Wallace aux Rangers, il commence sa carrière comme défenseur central, pouvant toutefois aussi dépanner sur les deux côtés de la défense. Sa carrière est contrariée par de nombreuses blessures, notamment une grave fracture au crâne subie lors d'une tournée au Canada. Après son rétablissement, il se reconvertit définitivement comme arrière gauche. 
Il dispute un total de 316 matches sous le maillots des Rangers, pour un total de huit buts inscrits, dont 218 matchs et six buts en championnat. Au sein des compétitions européennes, il joue trois matchs en Coupe d'Europe des clubs champions, neuf en Coupe de l'UEFA, et enfin onze en Coupes des coupes, marquant un but. Il joue les quarts de finale de la Coupe d'Europe des clubs champions en 1979.
Ally Dawson reçoit cinq sélections en équipe d'Écosse lors de son passage chez les Rangers. Il joue son premier match en équipe nationale le 28 mai 1980, contre la Pologne (défaite 1-0 à Poznań). Il joue son deuxième match deux jours plus tard, contre la Hongrie (défaite 3-1 à Budapest). Il joue ensuite en mai 1983 une rencontre rentrant dans le cadre du British Home Championship, contre l'Irlande du Nord (0-0 à Glasgow). Il reçoit ses deux dernières sélections en juin 1983, contre le Canada, où il enregistre ses deux premières victoires. A noter également un quart de finale du championnat d'Europe espoirs disputé contre l'Angleterre en 1980.
Après 12 saisons au club des Rangers, il est recruté par les Blackburn Rovers pour 25.000 £. En 1990, il s'engage pour le club irlandais de Limerick avant de revenir en Écosse, à Airdrieonians. Il finit sa carrière à Malte à St. Andrews, où il est joueur-entraîneur.

## Palmarès

### Comme joueur
- Rangers :
  - Vainqueur de la Coupe d'Écosse : 1979 et 1981
  - Vainqueur de la Scottish League Cup : 1979, 1984, 1985 et 1987

### Comme entraîneur
- Hamilton Academical :
  - Vainqueur de la Scottish Third Division : 2000-2001